# Fiódor Baranov
Fiódor Ilich Baranov (ruso: Фёдор Ильич Баранов) (Oriol, 1 de abril de 1886–30 de julio de 1965) fue fundador de ciencia de la pesca, y "patriarca de la dinámica de población piscícola".
Es conocido por establecer las bases de la ciencia pesquera cuantitativa (incluyendo la ecuación de captura Baranov), así como por sus contribuciones al desarrollo de la tecnología de pesca.

## Vida y carrera

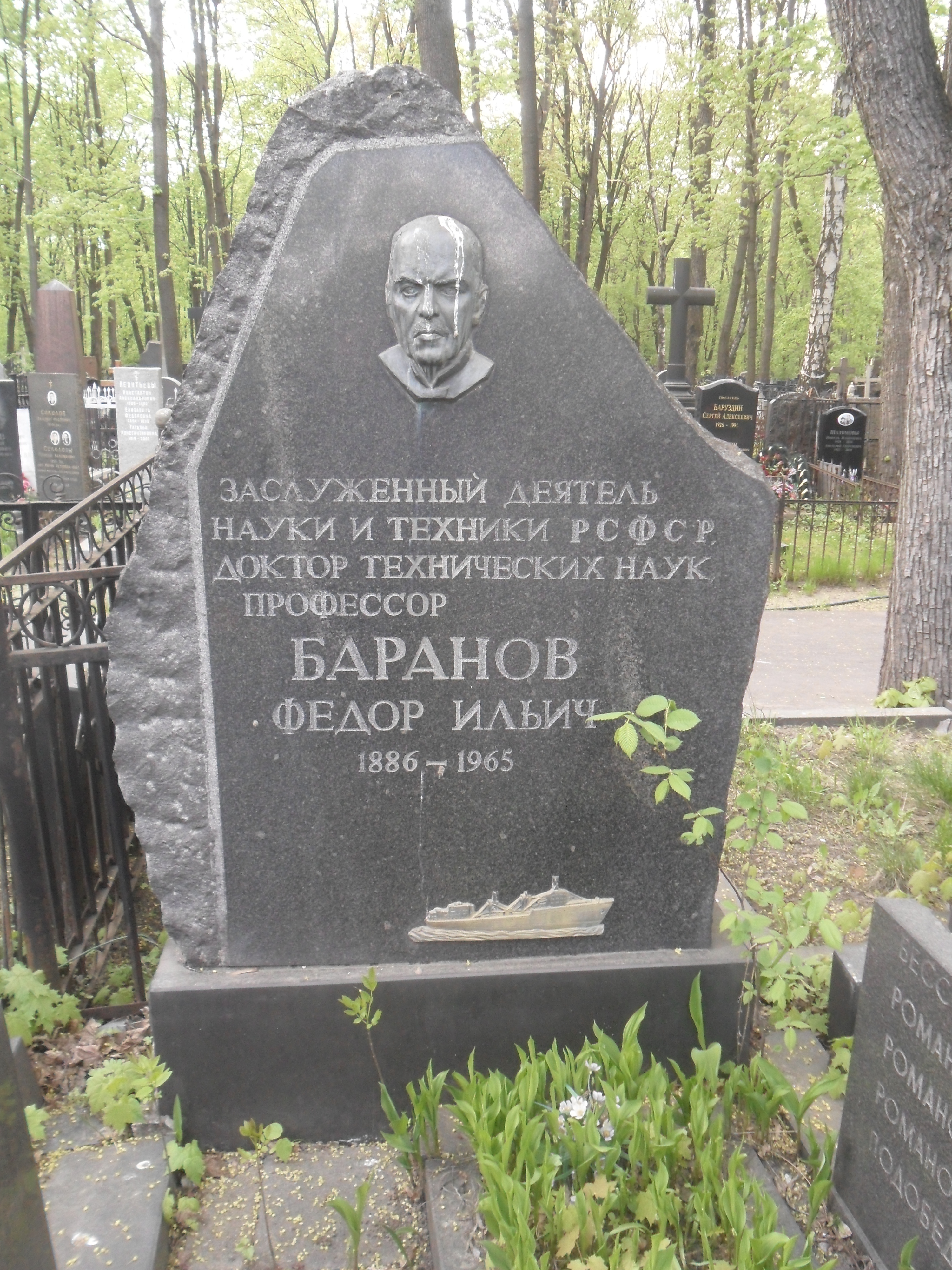
Tumba del profesor Fiódor Baranov en el cementerio Vvedenskoye de Moscú

Baranov se graduó como ingeniero marino por el San Petersburgo Instituto Politécnico en 1909. Muy entusiasta en la pesca, e hizo su carrera en esa área, primero en mejorar técnicas de pesca pero pronto también en poner las fundaciones para la teoría de pescar y producción. En 1915, Baranov fue nombrado como profesor en el Departamento de Pesca Comercial de la Academia Agrícola de Moscú. Baranov fue primer Jefe del Departamento de Pesca Industrial, un instituto creado como parte del Instituto de Moscú de Pesca (Moskovskiy Tekhnicheskiy Institut Rybnoy Promyshlennosti i Khozyaystva, Mosrybvtuz) en 1930; trabajando allí hasta su jubilación en 1959.
Sus ideas eran avanzadas a su tiempo, y se comprometió en algunas disputas con otros científicos soviéticos. Muchos de sus críticos sentían que sus teorías eran anti-marxistas, e incluso se arriesgó a ser enviado a un Gulag, siendo salvado por N. N. Andreev, otro tecnólogo de la pesca (y estudiante anterior de Baranov) y secretario del Comité de Partido Comunista en el Instituto Pscícola.

## Impacto científico
El trabajo más famoso de Baranov es su artículo de 1918, En la cuestión de la base biológica de pesca.
En este papel, presenta la teoría básica de dinámica de población de los peces, incluyendo su famosa ecuación de captura. Ese artículo fue traducido a inglés al menos tres veces, con algunas variaciones en el título:
- En la cuestión de las fundaciones biológicas de fisheries, por el Ministerio de asuntos exteriores británico en 1938, en la iniciativa de E. S. Russell, el entonces Director del Lowestoft Laboratorio. Tradujo Ray Beverton y Sidney Holt.[8] Laboratorio de Pesca Estatal de California en 1943.
- Traducción por Milner Schaefer, fecha ?.[3] traducción británica de California Estatal Fisheries Laboratorio, atribuido a Schaefer por equivocación.
- En la cuestión de la base biológica de fisheries por Bill Ricker 1945.[3]
- Las fundaciones biológicas de fishery por E. Vilim Y el Programa de Israel para Traducciones Científicas, 1977.

Otro el papel clave en dinámica de población de los peces era En la cuestión de la dinámica de la industria de pesca de 1925, también traducido a inglés muchas veces.
Baranov escribió en ruso, el cual retrasó la llegada a Europa de sus ideas fuera de la Unión Soviética. Aun así, por el fin de los 1930s, su trabajo era sabido en el oeste. No obstante, según Ray Beverton, Baranov en gran parte desapareció de la perspectiva occidental después de publicar sus papeles claves en 1918 y 1925; Beverton no supo de científico occidental que haya conocido Baranov.
En 1970, recopilación comprensible de Baranov el trabajo lo tradujo Programa de Israel para Traducciones Científicas y publicados en tres volúmenes Selected Works on Fishing Gear:
- V. 1: Técnicas de Pesca Comercial. 652 p. (1976)
  - Introducción por N. N. Andreev
- V. II: Teoría y Práctica de Pesca Comercial. 266 p. (1977)
- V. III: Teoría de Pescar. 242 p. (1977)
  - Sobre la sobrepesca. 1914.
  - Las fundaciones biológicas de la pesca. 1918.
  - La dinámica de pescar. 1925.

Todos los volúmenes los editó P. Greenberg Y tradujo E. Vilim Y publicó Keter Casa Editorial, Jerusalem.
A pesar de que las ideas de Baranov han sido muy influyentes a la ciencia de pesca hoy sabido,  es a menudo reconocida la importancia de su trabajo reconocido, y quizás no ha recibido todavía crédito del mundo occidental que merece. A pesar de traducciones numerosas, sus textos son difíciles de acceder y es mayoritariamente conocido a través de citas.

### La ecuación de captura
La ecuación de captura, generalmente referido a como esa ecuación, provee datos de captura (en números) como función de abundancia de población inicial N0 y pescando F y mortalidad natural M:
{\displaystyle C={\frac {F}{F+M}}(1-e^{-(F+M)T})N_{0}}
donde T es el periodo de tiempo y es normalmente dejado fuera (i.e. T=1 está supuesto). La ecuación supone que pesca y mortalidad natural ocurren simultáneamente y así "competir" uno con otro. El primer plazo expresa la proporción de muertes que está causado pescar, y el segundo y tercer plazo el número total de muertes.
Según Terrance Quinn, esta ecuación es probablemente la más utilizada en todo el modelado de pesca.

## Publicaciones
- Baranov, F. I. 1914. La captura de peces por gillnets. Mater. Poznaniyu Russ. Rybolov. 3 (6): 56-99 (ruso)
- Baranov, F. I. 1918. К вопросу о биологических основаниях рыбного хозяйства (K voprosu o biologicheskikh osnovaniyakh rybnogo khozyaistva - En la cuestión de la base biológica de la pesca). Izvestiya otdela rybovodstva i nauchno-promyslovykh issledovanii 1 (1): 81–128.
- Baranov, F. Yo. 1925. К вопросу о динамике рыбного промысла (En la cuestión de la dinámica de la industria de pesca). Byulleten' Rybnogo Khozyaistva, 8: 7–11.
- Baranov, F. Yo. 1976-1977. Selected works on fishing gear. Programa de Israel de Traducciones Científicas, Jerusalem.